# The Universe of Keith Haring
The Universe of Keith Haring (em português: O Universo de Keith Haring) é um documentário de 2008 da cineasta Christina Clausen sobre o artista Keith Haring. No filme, o legado de Haring é ressuscitado por meio de imagens de arquivo coloridas e recordado por amigos e admiradores como os artistas Kenny Scharf e Yoko Ono, os galeristas Jeffrey Deitch e Tony Shafrazi. O filme foi produzido por Paolo Bruno, Eric Ellena e Ian Ayres, foi exibido no Tribeca Film Festival e foi lançado em DVD. Através de entrevistas a colaboradores e amigos, tais como o coreógrafo Bill T. Jones, o filme proporciona uma reflexão cuidadosa "sobre um homem cujo impulso, diz Jones, "era fazer o trabalho e viver a vida", é a paixão e o compromisso que vemos no próprio artista que causa a impressão mais duradoura."